# 布列科斯
布列科斯，是西班牙卡斯蒂利亚-莱昂索里亚省的一个市镇。总面积17平方公里，总人口43人（2001年），人口密度3人/平方公里。